# Cryphaea ferruginea
Cryphaea ferruginea là một loài rêu trong họ Cryphaeaceae. Loài này được Mitt. mô tả khoa học đầu tiên năm 1859.